# Luis Suárez (Fußballspieler, 1997)
Luis Javier Suárez Charris (* 2. Dezember 1997 in Santa Marta) ist ein kolumbianischer Fußballspieler, der seit August 2025 für Sporting Lissabon spielt.

## Karriere
Der in Santa Marta geborene Luis Suárez entstammt der Nachwuchsarbeit des Leones FC, einem Verein, der zu dieser Zeit häufig umzog. Während der Saison 2015 wurde er in die erste Mannschaft befördert. Am 6. Oktober 2015 (29. Spieltag) gab er bei der 1:3-Auswärtsniederlage gegen América de Cali sein Debüt in der zweithöchsten kolumbianischen Spielklasse, als er in der 71. Spielminute für Cristian Zúñiga Pino eingewechselt wurde. In diesem Spieljahr bestritt er sieben weitere Ligaspiele.
Am 1. März 2016 wechselte Luis Suárez auf Leihbasis bis zum Ende der Saison 2016/17 zur Reservemannschaft des FC Granada, welcher sich eine Kaufoption für den Stürmer sicherte. In der dritthöchsten spanischen Spielklasse debütierte er am 21. August 2016 (1. Spieltag) beim 1:1-Unentschieden gegen Atlético Mancha Real, als er in der 65. Spielminute für Matheus Aias eingewechselt wurde. Bereits eine Woche später erzielte er beim 3:0-Auswärtssieg gegen den CD El Ejido seinen ersten Treffer. In dieser Spielzeit gelangen ihm in 35 Ligaspielen fünf Tore.
Im Sommer 2017 sicherte sich der FC Watford, der Partnerverein des FC Granada, die Dienste des Stürmers und lieh ihn am 17. Juli 2017 für die gesamte Saison 2017/18 an die B-Mannschaft Real Valladolids aus. Nachdem er am ersten Spieltag (19. August 2017) beim 1:1-Unentschieden gegen die AD Unión Adarve debütiert hatte, gelang ihm wie in der Vorsaison am zweiten Spieltag bei der 2:6-Auswärtsniederlage gegen Rayo Majadahonda sein erstes Saisontor. In dieser Spielzeit erzielte er in 34 Ligaspielen elf Tore.
Zur Saison 2018/19 wurde er an den Zweitligisten Gimnàstic de Tarragona ausgeliehen. Sein erstes Spiel bestritt er am 20. August 2018 beim 1:1-Unentschieden gegen den CD Teneriffa, als er in der Schlussphase für Tete Morente eingewechselt wurde. Am 28. Oktober 2018 (11. Spieltag) erzielte er beim zweiten Saisonsieg Nàstics, dem 2:1-Heimerfolg gegen Real Oviedo, sein erstes Saisontor. Der finanziell geschwächte katalonische Verein geriet bereits Früh in der Spielzeit in Abstiegssorgen, aus diesen sie auch der junge Suárez bis zum Saisonende nicht befreien konnte. Seine sechs Tore und zwei Vorlagen reichten am Ende deutlich nicht aus und Nàstic trat als Drittletzter den Abstieg in die Drittklassigkeit an.
Am 21. Juni 2019 wurde bekanntgegeben, dass Suárez der Segunda División erhalten bleiben wird, da er für die gesamte Saison 2019/20 auf Leihbasis zu Real Saragossa wechselte. Bereits in seinem Debütspiel am 17. August 2019 (1. Spieltag) gegen den CD Teneriffa erzielte er ein Tor. Suárez präsentierte sich in dieser Spielzeit bedeutend treffsicherer als in der vorigen Spielzeit und hatte bereits am 9. Spieltag mit seinem siebten Saisontreffer beim 2:2-Unentschieden gegen den FC Málaga seinen Wert aus dem letzten Jahr übertroffen. Insgesamt gelangen ihm in 38 Ligaeinsätzen 19 Tore, womit er der zweiterfolgreichste Torschütze der Liga war.
Am 2. Oktober 2020 wechselte Suárez zum FC Granada, wo er einen Fünfjahresvertrag unterzeichnete. Von diesen fünf Jahren erfüllte der Kolumbianer zwei, bevor er sich im Juli 2022 Olympique Marseille anschloss. Im Januar 2023 wurde er bis Saisonende an UD Almería ausgeliehen. Die im Leihvertrag beinhaltete Kaufoption zog der Verein im Juni. Nachdem Almería in der Saison 2023/24 abgestiegen war, wurde Suárez in der Folgesaison mit 27 Treffern Torschützenkönig der Segunda División. Der direkte Wiederaufstieg gelang den Andalusiern nicht, worauf sich Suárez im August 2025 Sporting Lissabon anschloss.

### Nationalmannschaft
Im November 2020 debütierte Suárez für die kolumbianische Nationalmannschaft.